# Juin 1958

## Évènements
- La Tunisie accepte la construction par la France d’un oléoduc reliant le gisement de pétrole d’Edjeleh au port tunisien de La Skhirra.
- Abolition de la loi Mac-Mahon de 1946 par le Congrès des États-Unis. Reprise de la coopération nucléaire entre les États-Unis et le Royaume-Uni.
- Retrait des troupes soviétiques stationnées en Roumanie.

- 1er juin : 
  - « La IVe République s'effondre, impuissante à résoudre la crise algérienne »[1].
  - Par 329 voix contre 224, l’Assemblée nationale accorde sa confiance au gouvernement formé par Charles de Gaulle. Mendès France, Mitterrand, une partie des socialistes et des radicaux et les communistes ont voté contre.

- 2 juin, France : le nouveau président du Conseil de Gaulle obtient les pleins pouvoirs  de l'Assemblée pour six mois, avec mission d'élaborer une nouvelle Constitution.

- 3 juin, France : délégation du pouvoir constituant. Loi de 5 bases.

- 4 - 7 juin : premier voyage du général de Gaulle en Algérie. Devant la foule réunie à Alger, il lance la phrase « Je vous ai compris ! »[2].

- 6 juin : discours de de Gaulle à Mostaganem, département d'Oran : « Vive l'Algérie française ! ».

- 5 juin : fondation de l'Association mathématique du Québec.

- 9 juin :
  - France : le ministère de l’Algérie est rattaché à la Présidence du Conseil.
  - Le général Salan est nommé délégué général du gouvernement en Algérie.
  - Inauguration de l'aéroport de Londres Gatwick.

- 10 juin : signature d’un traité multilatéral de libre commerce et d’intégration économique entre les cinq pays d’Amérique centrale.

- 13 juin : 
  - le Général de Gaulle prononce la première allocution télévisée d'un homme politique.
  - Jean Boulet aux commandes du SE 3150 Alouette II établit un nouveau record du monde d'altitude en hélicoptère à turbine, en atteignant 10 984 m[3].

- 15 juin :
  - France : la société PETROREP commence à exploiter le gisement de pétrole de Coulommes–Vaucourtois (Seine et Marne).
  - Formule 1 : Grand Prix automobile de Belgique.

- 16 juin : 
  - Exécution après un procès secret en URSS de Imre Nagy, ancien chef du gouvernement hongrois, du général Maleter et de deux autres chefs de l’insurrection de 1956.
  - Le général Massu devient préfet d’Alger.

- 17 juin : 
  - Le gouvernement hongrois annonce l’exécution d'Imre Nagy.
  - Accord entre les gouvernements français et tunisien sur le retrait des troupes françaises.

- 21 juin : départ de la vingt-sixième édition des 24 Heures du Mans.

- 22 juin : les pilotes Olivier Gendebien (Bel)-Phil Hill (É.-U.), sur Ferrari, remportent les 24 heures du Mans, à la moyenne de 170,914 km/h.

- 26 juin : gouvernement de Gaston Eyskens en Belgique (fin en 1961).

- 28 juin : l’équipe de France se classe troisième à la Coupe de Monde de football, organisée par la Suède. Raymond Kopaswzewski dit Kopa est reconnu le meilleur joueur du “Mundial” . Le français Just Fontaine est sacré le meilleur buteur avec 13 buts.

- 29 juin : la France perd en demi-finales de Coupe du Monde en Suède face au Brésil. Pelé marque 3 buts ce jour-là.

## Naissances
- 7 juin : Prince, musicien américain († 21 avril 2016).
- 12 juin : Olivier Weber, écrivain et grand reporter français.
- 13 juin : Fernando Marías, écrivain espagnol.
- 17 juin : Bobby Farelly, réalisateur.
- 19 juin : Luis Francisco Esplá, matador espagnol.
- 20 juin : Draupadi Murmu, Personnalité politique.
- 21 juin : Gennady Padalka, cosmonaute russe.
- 24 juin : 
  - Jean Charest, homme politique canadien et ancien premier ministre du Québec.
  - Tom Lister, Jr., catcheur et acteur américain († 10 décembre 2020).
- 26 juin : Elaine Duke, femme politique américaine.
- 29 juin : Najla Bouden, ingénieure, universitaire et femme politique tunisienne.
- 30 juin : Marc Éliard, bassiste du groupe Indochine depuis 1992.

## Décès
- 3 juin : Marceau Pivert, socialiste français.
- 16 juin : Imre Nagy, homme politique hongrois (° 7 juin 1896).
- 26 juin : George Orton, athlète canadien.